# Bruno Massot
Bruno Massot (Caen; 28 de enero de 1989) es un patinador artístico sobre hielo nacido francés retirado, nacionalizado alemán, campeón olímpico absoluto y campeón del mundo 2018 en patinaje de parejas junto a Aliona Savchenko. Junto a su socia anunciaron su retiro definitivo de las competencias a finales del mes de abril de 2021. 